# Henri de Vento
Henri de Vento, marquis de Pennes, né au château des Pennes sur la commune actuelle des Pennes-Mirabeau (Bouches-du-Rhône) le 23 mars 1664 et mort à Marseille le 18 mars 1738, est un officier de marine et gentilhomme français des XVIIe et XVIIIe siècles. Chef d'escadre des galères de France et Chevalier de l'Ordre royal et militaire de Saint-Louis il était également membre de l'Académie des Belles-Lettres de Marseille.

## Biographie

### Origines et famille
Henri de Vento descend de la famille Vento, établie en Provence. Artefeuil mentionne cette famille, qu'il dit originaire de Gènes, depuis Simon Vento, citoyen de Gènes, l'an 1100, envoyé en qualité d'ambassadeur vers Philippe Ier. Toutefois on n'en a la filiation que depuis Parceval Vento, que la Critique du Nobiliaire de Provence dit originaire de Marseille. Ce dernier est assez riche par son négoce, pour prêter diverses sommes d'argent au roi René. Cette famille a donné un ambassadeur auprès de la Sublime Porte, à la fin du XVIe siècle ; deux chefs d'escadre et plusieurs capitaines de vaisseaux à la Marine royale, et plusieurs chevaliers de Saint-Louis. La seigneurie de Pennes, acquise par Charles Vento, viguier de Marseille, en 1534, est érigée en marquisat, par lettres du mois de mars 1682, en faveur de Nicolas Vento.
Il est le fils aîné de Louis-Nicolas, marquis des Pennes et seigneur de Peiruis, et de Louise d'Armand Mison. Son père, chevalier de Saint-Louis, fait toute sa carrière dans le corps des galères. Son oncle, Gaspard de Vento (mort en 1711) est lui aussi dans le corps des galères, dont il est fait chef d'escadre en 1701.

### Mariage et descendance
Il épouse Angélique des Rollands de Réauville, fille de François des Rolands Tertulle, seigneur de Réauville, président en la Chambre des comptes et cour des aides de Provence, et de
Thérèse de Lestang. De ce mariage naissent :
- Louis-Nicolas de Vento, marquis de Pennes, officier des galères, capitaine des vaisseaux du roi, directeur de l'Académie de Marseille, beau-frère de Louis Joseph Denis Borély
- Toussaint de Vento, capitaine de frégate
- Henri de Vento, lieutenant de vaisseau
- Marguerite Gabrielle de Vento des Pennes, mariée avec Jean François de Rasque, baron de Laval.

### Carrière militaire dans le corps des galères
II fit ses premières études dans sa maison paternelle, sous les yeux d'un maître. En 1678, à l'âge de treize ans, il est envoyé à Paris, où il sert pendant quelque temps dans une compagnie de mousquetaires. Il en revient et passe ensuite dans la Marine royale en 1682 avec un brevet d'enseigne de galères. Il est fait sous-lieutenant deux ans après, et lieutenant des galères en 1693.
Il entre dans le corps des galères en 1703, il reçoit le commandement des bâtiments armés à Sète pour protéger les convois de munitions de guerre et de bouche pour le service de l'Armée du Roi en Catalogne. Quelque temps après, il reçoit l'ordre de se débarquer, pour observer les mouvements des flottes anglaises et hollandaises qui menaçaient cette côte. II se distingue dans ces deux emplois, et reçoit des lettres du comte de Toulouse, Amiral de France, et de Messieurs les maréchaux de Villars, de Berwick, de Roquelaure, de Montrevel et de Noailles, pleines d'estime, que de tels Supérieurs n'accordent jamais qu'à titre de récompense,
Pendant le cours de sa mission en Languedoc, l'Archiduc vient assiéger Roses, le marquis des Pennes y conduit des troupes en secours à travers une escadre ennemie, qui grâce aux dispositions qu'il a pris, ne peut attaquer son convoi. M. de Pontchatrain, ministre de la Marine, lui envoie une lettre de remerciements.
En 1713, il reçoit le brevet de capitaine-lieutenant, et peu de temps après, il épouse Angélique des Rollands de Réauville, dont quatre enfants lui survivront.
En 1721, il est nommé capitaine en pied ; et trois ans après il fait, en cette qualité, sa première campagne. Il est chargé de transporter l'ambassadeur de Livourne à Civita-Vecchia. C'est là sa 27e et dernière campagne. En 1736, il est fait chef d'escadre des galères, et la même année il est admis à l'Académie de Marseille à la place de l'ancien évêque d'Apt. II y développe les rares qualités de son cœur, qui ajoutaient infiniment a celles de son esprit.
L'auteur de son éloge, nous apprend que le principal objet de ses études, était l'Histoire et qu'il excellait aussi dans le genre épistolaire, et qu'on trouve dans ses lettres une justesse, une finesse et des grâces qui ne s'acquièrent pas. « On dit communément, ajoute-t-il, que pour réussir en écrivant, il faut écrire comme on parle. Cette règle, qui seroit sûre pour bien des gens, étoit infaillible pour lui. On écrit parfaitement, quand on écrit comme il parloit. » Il étoit précis et instructif dans celles qu'il écrivoit au Ministre, élégant et noble dans les lettres de politesse.
Le marquis des Pennes passe les dernières années de sa vie dans sa terre; il ne venait à Marseille que lorsque le service l'y appelait. Sa dernière maladie l'oblige d'y venir pour être soigné, et il y succombe le 18 mars 1738, à l'âge de 73 ans.

## Jugement
Dans son Histoire des hommes illustres de la Provence, Claude-François Achard dit de lui :

« Son caractère étoit un fond de bonté et de douceur, qui le rendoit aimable au milieu même des vicissitudes de la fortune et toujours égal à lui-même, il témoigna toujours un accueil caressant à ses amis: la même politesse aux indifférents et les mêmes bontés à ses inférieurs.
Ami chaud, sincère et constant, il ne négligeoit rien pour rendre service; 8c lorsqu'il n'avoit pas le bonheur de réussir, il ressentoit un chagrin plus violent que celui pour lequel il s'étoit employé.
Persuadé qu'en obligeant, on sent une joie secrète, ce généreux Marquis sembloit ignorer ses bienfaits. N’exigeant point de la reconnoissance, il avoit trouvé, fans le savoir, le meilleur moyen d'en inspirer beaucoup.
M. son fils, héritier de ses talents et de ses vertus et occupe dignement une place dans l'Académie de Marseille. »